# Governo Nilo Peçanha
O Governo Nilo Peçanha teve inicio em 14 de junho de 1909, após a morte de Afonso Pena, com quem Nilo venceu a Eleição presidencial de 1906 tornando se o 7º Presidente do Brasil; e terminou em 15 de novembro de 1910, passando o cargo para Hermes da Fonseca.
Nilo Peçanha foi o primeiro presidente mulato do Brasil, o seu curto mandato foi marcado pela criação do Ministério da Agricultura, Comércio e Indústria, o Serviço de Proteção aos Índios (SPI), anteceder da Funai; criou as primeiras escolas técnicas do país, com as Escolas de Aprendizes e Artífices, os atuais Institutos Federais.
No seu mandato, o PIB brasileiro cresceu em média 6,4%, um dos maiores da história.

## Eleição presidencial de 1906
Na eleição de 1906, foi o candidato à presidência da República pela coligação O Bloco, formada pelos estados de Minas Gerais, Rio Grande do Sul, Bahia e Rio de Janeiro. Pena derrotou facilmente seus opositores, o governador Lauro Sodré e o senador Ruy Barbosa, obtendo 288 285 votos, ou 97,92% dos votos válidos. O senador Nilo Peçanha, da mesma chapa, foi eleito vice-presidente com 92,96% dos votos.

## Mandato
Em 14 de junho de 1909, o presidente Afonso Pena faleceu no Palácio do Catete devido a uma forte pneumonia, cujos sintomas iniciaram-se no mês anterior. Especulou-se que sua morte teria como causa um "traumatismo moral" por conta da morte recente de seu filho Álvaro e pela crise na sua sucessão. Nilo Peçanha foi imediatamente empossado como presidente.
Seu governo foi marcado pela agitação política em razão de suas divergências com Pinheiro Machado, líder do Partido Republicano Conservador.

### Ensino técnico
Durante seu governo, foi colocado em pratica o Ministério da Agricultura, Comércio e Indústria.
Nilo reconhecia na instrução pública o mais eficiente motor de desenvolvimento para o Brasil, que ainda não dava atenção para as atividades técnicas. Reconhecia os avanços alcançados pela Academia que, agora, tinha constituído uma República de Bacharéis, mas estava certo de que era o domínio das técnicas que poderia levar o país rumo ao desenvolvimento. Nilo Peçanha dizia “O Brasil de hoje saiu das Academias, o Brasil de amanhã sairá das Oficinas", sendo assim, tomou a iniciativa de criar as Escolas de Aprendizes e Artífices, precursoras dos atuais Institutos Federais, por esta razão o ex-presidente é o patrono da educação profissional e tecnológica no Brasil, através da Lei 12.417/2011, que oficializou a homenagem em 2011.

### Indígenas
O Serviço de Proteção aos Índios foi criado pelo decreto n. 8.072, de 20 de junho de 1910, com a finalidade de prestar assistência aos indígenas do Brasil e estabelecer centros agrícolas, bem como integrá-los à sociedade nacional. Com a sua fundação, a política indigenista passou a ser de responsabilidade do Estado brasileiro e não de instituições religiosas, como era realizado desde o período colonial.

### Sucessão
Apoiou o candidato Hermes da Fonseca a sua sucessão em 1910, contra Ruy Barbosa e o presidente de São Paulo Albuquerque Lins, candidatos de oposição que fizeram a campanha civilista. Hermes venceu as eleições e elegeu-se presidente da república em 1º de março de 1910, para governar até 1914. Os conflitos entre as oligarquias estaduais intensificaram-se, sobretudo em Minas Gerais e São Paulo. Minas Gerais apoiou Hermes e São Paulo apoiou Ruy Barbosa, lançando seu presidente estadual Albuquerque Lins à vice presidência na Campanha Civilista.